# Austrochthonius muchmorei
Austrochthonius muchmorei är en spindeldjursart som beskrevs av Harvey och Mould 2006. Austrochthonius muchmorei ingår i släktet Austrochthonius och familjen käkklokrypare. Inga underarter finns listade.